# Sonoma Raceway

Vista aérea de Sonoma Raceway.

Sonoma Raceway (anteriormente conocido como Sears Point Raceway e Infineon Raceway) es un autódromo ubicado cerca de la ciudad de Sonoma, estado de California, Estados Unidos, 45 km al norte de las ciudades de San Francisco y Oakland. El circuito, inaugurado en el año 1968, ha recibido fechas de la IndyCar Series (desde 2005 hasta 2018), la NASCAR Cup Series (desde 1989, en sustitución de Riverside, actualmente a fines de junio), la Grand-Am Rolex Sports Car Series (desde 2005 hasta 2008) y la Formula Drift, así como carreras de motociclismo de velocidad y campeonatos locales. Estas carreras generalmente llevan el nombre "Gran Premio de Sonoma". Sears Point es uno de los tres circuitos mixtos (no óvalos) que forman parte de la Copa NASCAR; los otros son Watkins Glen International y el trazado mixto de Charlotte Motor Speedway.
El trazado principal tiene una longitud de 4.060 metros, y existen dos variantes adicionales. La primera fue inaugurada en 1998 y se usó en las carreras de la NASCAR hasta 2018. Tiene 3.200 metros de extensión (3.140 metros hasta el año 2001), y se diferencia en que evita las curvas 5 y 6. Las carreras de motociclismo y la Indy Racing League compiten en la segunda variante. Mide 3.570 metros de largo, y se forma al saltearse la chicana 9 y utilizar una horquilla 11 más amplia. Desde 2002, en la sección interna de la pista existe una recta de arrancones que se utiliza para carreras de la National Hot Rod Association.

## Trazados

Trazado principal de Sonoma Raceway.
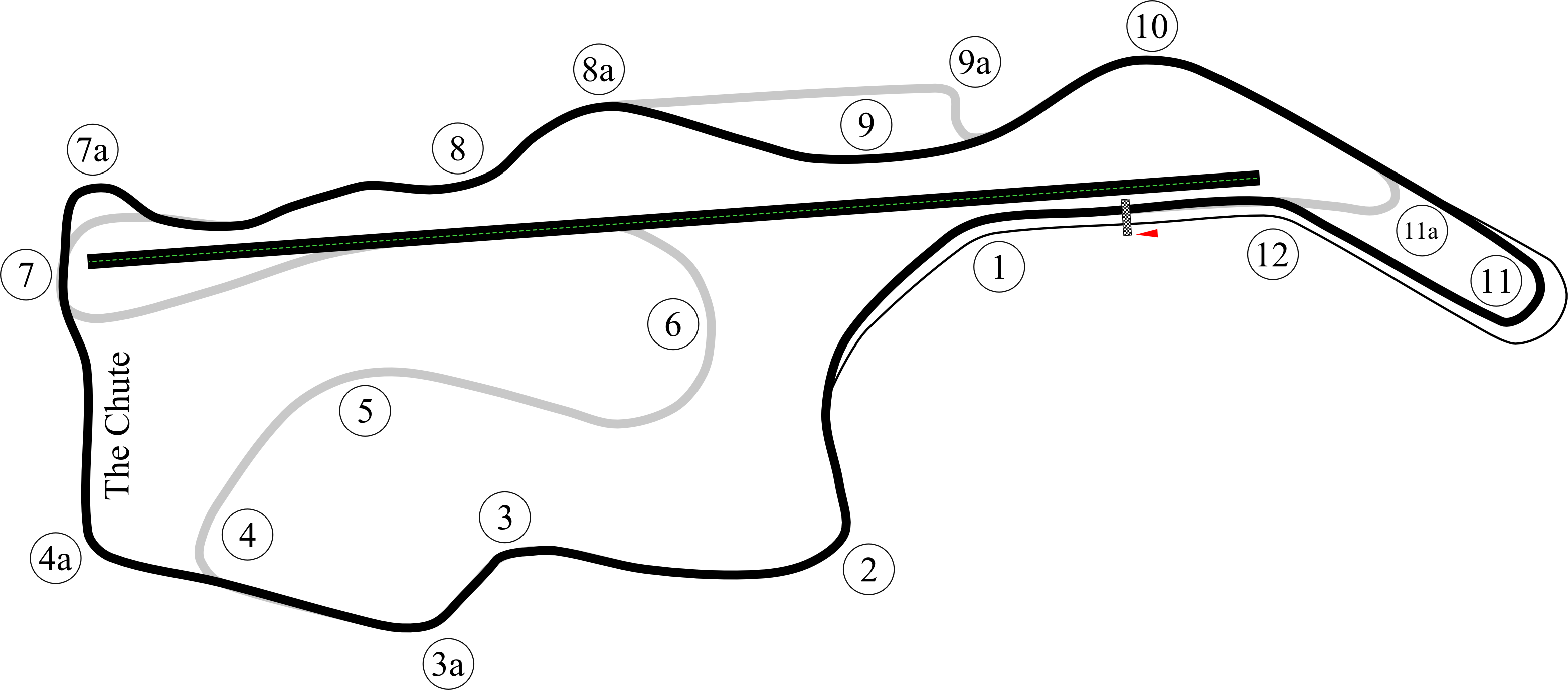
Trazado con la configuración para la Copa NASCAR.
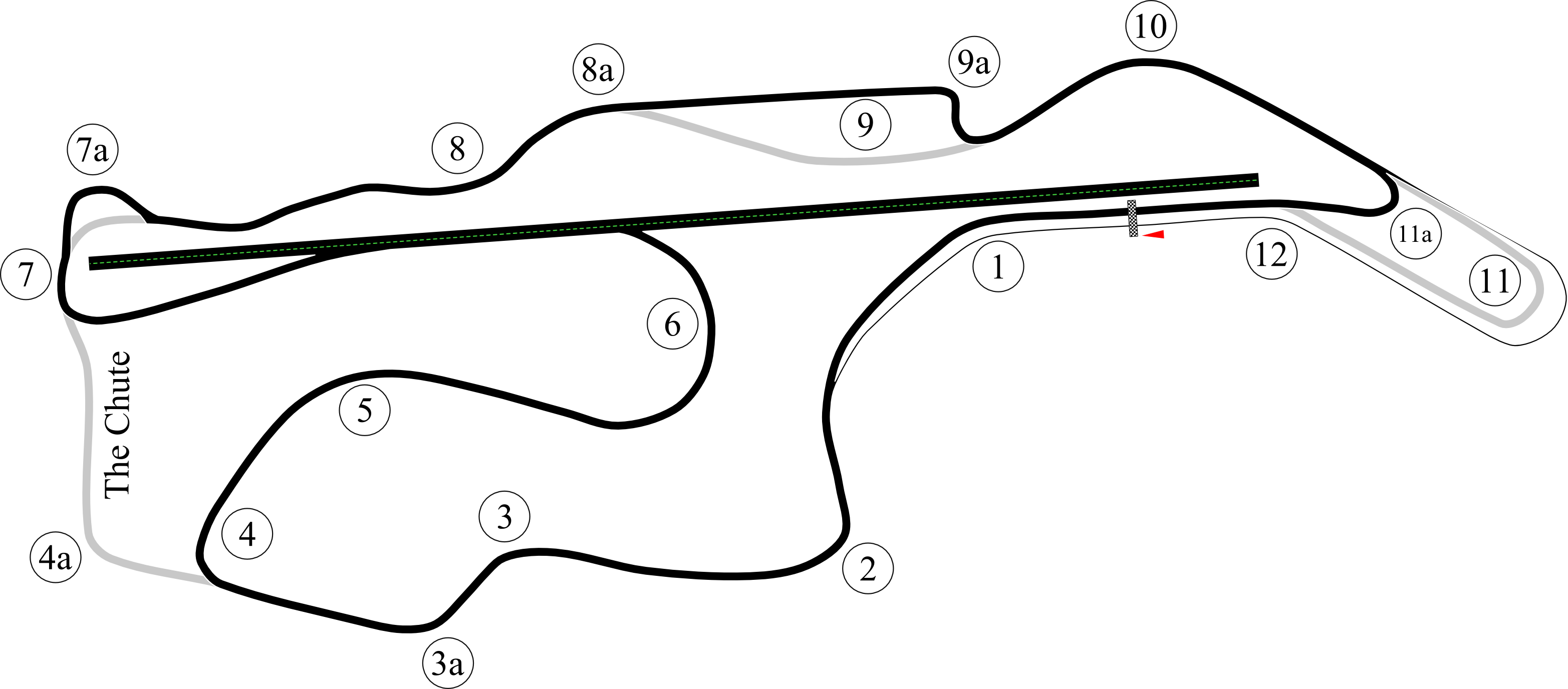
Trazado para la IndyCar Series.

## Ganadores

### NASCAR Cup Series
| Año  | Piloto                                | Equipo                                | Marca                                 |                                       |
| ---- | ------------------------------------- | ------------------------------------- | ------------------------------------- | ------------------------------------- |
| 1989 | Ricky Rudd                            | King                                  | Buick                                 |                                       |
| 1990 | Rusty Wallace                         | Blue Max                              | Pontiac                               |                                       |
| 1991 | Davey Allison                         | Yates                                 | Ford                                  |                                       |
| 1992 | Ernie Irvan                           | Morgan-McClure                        | Chevrolet                             |                                       |
| 1993 | Geoffrey Bodine                       | Bud Moore                             | Ford                                  |                                       |
| 1994 | Ernie Irvan                           | Yates                                 | Ford                                  |                                       |
| 1995 | Dale Earnhardt                        | Richard Childress                     | Chevrolet                             |                                       |
| 1996 | Rusty Wallace                         | Penske                                | Ford                                  |                                       |
| 1997 | Mark Martin                           | Roush                                 | Ford                                  |                                       |
| 1998 | Jeff Gordon                           | Hendrick                              | Chevrolet                             |                                       |
| 1999 | Jeff Gordon                           | Hendrick                              | Chevrolet                             |                                       |
| 2000 | Jeff Gordon                           | Hendrick                              | Chevrolet                             |                                       |
| 2001 | Tony Stewart                          | Joe Gibbs                             | Pontiac                               |                                       |
| 2002 | Ricky Rudd                            | Yates                                 | Ford                                  |                                       |
| 2003 | Robby Gordon                          | Richard Childress                     | Chevrolet                             |                                       |
| 2004 | Jeff Gordon                           | Hendrick                              | Chevrolet                             |                                       |
| 2005 | Tony Stewart                          | Joe Gibbs                             | Chevrolet                             |                                       |
| 2006 | Jeff Gordon                           | Hendrick                              | Chevrolet                             |                                       |
| 2007 | Juan Pablo Montoya                    | Chip Ganassi                          | Dodge                                 |                                       |
| 2008 | Kyle Busch                            | Joe Gibbs                             | Toyota                                |                                       |
| 2009 | Kasey Kahne                           | Richard Petty                         | Dodge                                 |                                       |
| 2010 | Jimmie Johnson                        | Hendrick                              | Chevrolet                             |                                       |
| 2011 | Kurt Busch                            | Penske                                | Dodge                                 |                                       |
| 2012 | Clint Bowyer                          | Michael Waltrip                       | Toyota                                |                                       |
| 2013 | Martin Truex Jr.                      | Michael Waltrip                       | Toyota                                |                                       |
| 2014 | Carl Edwards                          | Roush Fenway                          | Ford                                  |                                       |
| 2015 | Kyle Busch                            | Joe Gibbs                             | Toyota                                |                                       |
| 2016 | Tony Stewart                          | Stewart Haas                          | Chevrolet                             |                                       |
| 2017 | Kevin Harvick                         | Stewart Haas                          | Ford                                  |                                       |
| 2018 | Martin Truex Jr.                      | Furniture Row                         | Toyota                                |                                       |
| 2019 | Martin Truex Jr.                      | Joe Gibbs                             | Toyota                                |                                       |
| 2020 | Cancelado por la pandemia de COVID-19 | Cancelado por la pandemia de COVID-19 | Cancelado por la pandemia de COVID-19 | Cancelado por la pandemia de COVID-19 |
| 2021 | Kyle Larson                           | Hendrick                              | Chevrolet                             |                                       |
| 2022 | Daniel Suárez                         | Trackhouse                            | Chevrolet                             |                                       |

### Monoplazas
| Año                   | Piloto                | Automóvil             | Equipo                | Equipo                | Equipo                |
| USAC Championship Car | USAC Championship Car | USAC Championship Car | USAC Championship Car | USAC Championship Car | USAC Championship Car |
| --------------------- | --------------------- | --------------------- | --------------------- | --------------------- | --------------------- |
| 1970                  | Dan Gurney            | Eagle Ford            | All American          | All American          | All American          |
| IndyCar               | IndyCar               | IndyCar               | IndyCar               | Indy Lights           | Indy Lights           |
| Año                   | Piloto                | Automóvil             | Equipo                | Primera               | Segunda               |
| 2005                  | Tony Kanaan           | Dallara Honda         | Andretti Green        | Marco Andretti        | Marco Andretti        |
| 2006                  | Marco Andretti        | Dallara Honda         | Andretti Green        | Wade Cunningham       | Alex Lloyd            |
| 2007                  | Scott Dixon           | Dallara Honda         | Ganassi               | Alex Lloyd            | Richard Antinucci     |
| 2008                  | Hélio Castroneves     | Dallara Honda         | Penske                | Franck Perera         | Pablo Donoso          |
| 2009                  | Dario Franchitti      | Dallara Honda         | Ganassi               | J. R. Hildebrand      | J. R. Hildebrand      |
| 2010                  | Will Power            | Dallara Honda         | Penske                | Jean-Karl Vernay      | Jean-Karl Vernay      |
| 2011                  | Will Power            | Dallara Honda         | Penske                | -                     | -                     |
| 2012                  | Ryan Briscoe          | Dallara Chevrolet     | Penske                | -                     | -                     |
| 2013                  | Will Power            | Dallara Chevrolet     | Penske                | -                     | -                     |
| 2014                  | Scott Dixon           | Dallara Chevrolet     | Ganassi               | Jack Harvey           | Jack Harvey           |
| 2015                  | Scott Dixon           | Dallara Chevrolet     | Ganassi               | -                     | -                     |
| 2016                  | Simon Pagenaud        | Dallara Chevrolet     | Penske                | -                     | -                     |
| 2017                  | Simon Pagenaud        | Dallara Chevrolet     | Penske                | -                     | -                     |
| 2018                  | Ryan Hunter-Reay      | Dallara Honda         | Andretti              | -                     | -                     |